# Hesder
Hesder (Kurzform für: hebräisch יְשִׁיבַת הֶסְדֵּר Jeschiwat Hesder) ist eine Studienform in Israel, die sich an Tora-Studenten richtet. Sie ermöglicht es männlichen orthodoxen Juden, gleichzeitig mit der Ableistung des Wehrdienstes in den Israelischen Verteidigungsstreitkräften (IDF) das Studium an einer Talmudhochschule (Jeschiwa) fortzusetzen. 1991 erhielten die Hesder-Jeschiwot für ihre Verdienste um den nationalen Zusammenhalt den Israel-Preis.
Das Wort hesder bedeutet „Arrangement“, nämlich ein Kompromiss zwischen der religiösen Verpflichtung des Torastudiums und der staatsbürgerlichen Pflicht zur Landesverteidigung. Vor allem Anhänger des Religiösen Zionismus nehmen an diesem Programm teil. Der Hesder-Dienst dauert fünf Jahre, die Dienstdauer für reguläre männliche Rekruten beträgt dagegen drei Jahre. Während dieser fünf Jahre unterliegen die Teilnehmer bestimmten Beschränkungen, und Phasen des Studiums und Phasen des militärischen Dienstes wechseln ab; praktisch verbringen sie weniger Zeit in einem militärischen Kontext als die „normalen“ Wehrpflichtigen.
Es gibt mehrere Talmudhochschulen, die das Hesder-Programm anbieten. Da der militärische Zeitplan mit dem Lehrplan dieser Hochschulen in Übereinstimmung gebracht werden muss, können Hesder-Teilnehmer nur in bestimmten IDF-Einheiten eingesetzt werden (Panzerkorps, einige Infanteriebrigaden), und sie sind dort in der Regel mit ihren Mitstudenten aus der Jeschiwa zusammen. Die Teilnehmer, Hesderniks genannt, gelten im nationalreligiösen Spektrum als eine Art Elite; der Gruppenzusammenhalt ist hoch. Nachteil dieser für die israelische Armee sonst völlig untypische Bildung sozial homogener Kampfgruppen ist, dass eine Gelegenheit zu Kontakten mit Wehrpflichtigen aus anderen Milieus versäumt wird, vor allem aber, dass bei einem Kampfeinsatz der Hesderniks Todesopfer konzentriert in einer sozialen Gruppe zu beklagen wären. Das geschah während des Libanonkriegs im Juni 1982 in Kämpfen bei Sultan Yakub.
Das Hesder-Programm ist nach dem Modell der Nachal-Einheiten gestaltet, in denen junge Kibbuzmitglieder abwechselnd Zeiten im Militär und im landwirtschaftlichen Einsatz verbrachten. 1963 schlugen national-religiöse Jeschiwot den IDF vor, nach diesem Muster ein Programm für Talmudstudenten anzubieten. Während die Mehrzahl der Wehrpflichtigen mit national-religiösem Hintergrund den regulären Wehrdienst ableistet, wurde das Hesder-Programm seit seiner Einführung 1965 zunehmend beliebter.
Jedes Jahr beginnen etwa 1200 Rekruten den Hesder-Wehrdienst. Diese Form ist innerhalb der Streitkräfte umstritten; in der Vergangenheit wurde die Einstellung mehrmals erwogen.